# Voiture DEV Inox
 (décembre 2023).
Si vous disposez d'ouvrages ou d'articles de référence ou si vous connaissez des sites web de qualité traitant du thème abordé ici, merci de compléter l'article en donnant les références utiles à sa vérifiabilité et en les liant à la section « Notes et références ».
Les Voitures DEV Inox sont des voitures de chemin de fer utilisées par la SNCF en France et par les chemins de fer portugais (CP).

## Les DEV Inox de la SNCF
Les voitures DEV Inox résultent d'une commande de la SNCF en 1950, pour la fourniture de voitures grandes lignes destinées à moderniser les trains drapeaux. La division des études des voitures (DEV), dont le souci est un allègement maximum des voitures sans sacrifier la sécurité, étudie la construction de ces voitures conjointement avec la société Carel Fouché (seule détentrice d'une licence pour l'exploitation du procédé Budd) en utilisant de l'acier inoxydable.
Cette technique, utilisée pour les Z 3700 et pour une des rames rapides de la région Est, permet d'obtenir un allègement de la structure par rapport à l'emploi de l'acier ordinaire.
Pour les différencier de la variante des DEV AO, on ajouta Inox à leur nom.
De plus cet aspect inox fait très américain et est donc bien dans l'air du temps.
Les premières séries sont dites courtes, avec une longueur hors-tout de 23,344 m, mais les suivantes sont rallongées, avec une longueur hors-tout de 25,094 m, à la suite des études des ingénieurs allemands de la Deutsche Bahn qui avaient réalisé des voitures de 26,400 m. Les séries sont données par l'année de la commande avec :
pour les DEV Inox courtes :
- la tranche U50
- la tranche U52
- la tranche U53
- la tranche U54
- et une partie de la tranche U55 (2 voitures)

et pour les DEV Inox longues : 
- la tranche U55
- la tranche U56
- la tranche U57
- la tranche U58
- la tranche U59
- la tranche U63
- la tranche U64
- la tranche U69
- et la tranche U70

Entre les premières livraisons de la tranche U50 et les dernières de la tranche U70 on arrive à un total de 406 voitures construites, dont 142 unités « courtes » et 264 « longues ».
Les diagrammes d'aménagement retenus furent, dans l'ordre d'apparition, du type :
- pour les DEV Inox courtes : A8, A6D, A3B5, B8, A5s (Bar) et A7s (Fumoir)
- pour les DEV Inox longues : B10, A6s (Restaurant), A5s (Bar et téléphone), A9s, A9 et A7Dt

Au fil des années, et plus particulièrement le 3 juin 1956 avec la suppression de la 3e classe, les voitures connurent des changements de diagrammes qui se traduisirent par le changement de l'aménagement (couleur et disposition des compartiments) et par une nouvelle immatriculation, ainsi on observa :
- des A3B5 devenir des A8
- des B9 devenir des A9
- et des B5s devenir des A5s

Elles ont commencé leur carrière en entrant dans la composition de La Flèche d'or (Paris-Calais) et du Train-Bleu en juin 1952, puis Paris-Strasbourg et Paris-Irun Sud-Express en 1953 en particulier.
Une partie de ces voitures furent modifiées par l'adjonction d'une climatisation pour former les voitures destinées au train Mistral, et dénommées "Mistral 56". On trouve ainsi : 
- 2 voitures A5s avec production d'énergie autonome de la tranche U52
- 1 voiture A5s de la tranche U53
- et 22 voitures A8 de la tranche U53

La solution de la production autonome d'énergie retenue sur les deux premières unités fut abandonnée à la suite de l'augmentation du poids que cela aurait engendré sur une rame complète et à la suite de divers incident.

### Caractéristiques
- longueur : 23,344 m ou 25,094 m
- bogies : type Y16 E, Y20 B, Y20 C, Y20 D, Y20 E, Y 20 H, Y20 Hd, Y24 Z ou Y26 P
- vitesse maximale : 140 km/h, puis 160 km/h
- masse : 38 à 45 tonnes selon la série,
- retrait du service en 1998.

## Les DEV Inox des CP
Ces voitures inspireront les Chemins de fer portugais (CP) qui feront construire par la société Carel Fouché 7 voitures mixtes 1re/3e classe  en 1952 et mises en service en 1954. Ces voitures servant elles-mêmes de modèle pour les voitures Sorefame introduites en 1963.
En 1990, la série a été transformée en 1re/Bar (4) et en restaurant(3), avec des aménagements intérieurs similaires à ceux des Corails et une livrée argent et rouge.
En 2003 ces voitures ont été retirées du service. Deux voitures restaurant ont été vendues à l'Argentine dans la grande vente, réalisée en 2005, de matériel roulant portugais pour ce pays de l'Amérique du Sud.
Les voitures bar ont été démolies encore en 2003, après quelques mois parquées dans la gare du Bombarral.

### Caractéristiques
- constructeur: Carel Fouché
- aménagements intérieurs: 1re/2e (3e, jusqu'à 1963) classe à compartiments - Type A3B5 (A3C5) (AB8yf (AC8yf), dans la nomenclature de la numérotation primitive des CP), puis 4 compartiments 1re/bar et restaurant
- mise en service: 1954
- modernisation: 1990 (Restaurant), 1991 (Bar)
- numérotation UIC: 
  - 1re/2e (3e) : 38-22 001 à 007
  - 1re/bar : 85-40 021 à 024
  - voiture-restaurant : 88-40 011 à 013
- retrait du service: 2003 (les voitures restaurant 88-40 011 et 012 étant vendues à l'Argentine)
- vitesse maximale : 120 km/h (38-22), 140 km/h (85-40 et 88-40)
- bogies: DEV (1954-1963), Budd (1963-1994), Flexicoil (ex-Sorefame 21-69, depuis 1994)

## Modélisme
Des modèles réduits des voitures DEV inox sont ou ont été proposés par :
- voitures courtes :VB, HOrnby-acHO, Märklin, Piko,  LS Models et Jouef
- voitures longues : Lima , Jouef , Europolitrains  puis Rivarossi